# Bouctouche
Bouctouche é uma pequena cidade canadense no Condado de Kent, em Nova Brunswick, Canadá. A população em 2016 era de  2.361 habitantes.